# みどり台 (印西市)
みどり台（みどりだい）は、千葉県印西市の町丁。現行行政地名はみどり台一丁目からみどり台三丁目。郵便番号270-2331。

## 地理
北は萩原、中根、北東は竜腹寺、東は荒野、南東は角田、南は造谷、南西はつくりや台、西は惣深新田飛地、荒野、北西は竜腹寺に隣接している。

## 歴史
- 2012年（平成24年）12月26日 - 東の原、つくりや台、みどり台の一部において、字の区域及び名称の変更[4][5][6][7]。

### 町名の変遷
| 実施後         | 実施年月日    | 実施前（各大字とその一部） |
| -------------- | ------------- | -------------------------- |
| みどり台一丁目 |               | -                          |
| みどり台二丁目 |               | -                          |
| みどり台三丁目 |               | -                          |
| みどり台三丁目 | 2013年10月4日 | つくりや台一丁目の一部     |

## 小・中学校の学区
市立小・中学校に通う場合、学区は以下の通りとなる。
| 丁目           | 番地 | 小学校             | 中学校             |
| -------------- | ---- | ------------------ | ------------------ |
| みどり台一丁目 | 全域 | 印西市立本埜小学校 | 印西市立本埜中学校 |
| みどり台二丁目 | 全域 | 印西市立本埜小学校 | 印西市立本埜中学校 |
| みどり台三丁目 | 全域 | 印西市立本埜小学校 | 印西市立本埜中学校 |

## 施設

### 一丁目
- ナンシン千葉ニュータウン工場
- スズケン千葉物流センター

### 二丁目
- R＆D
- 俊和物流引越センター

### 三丁目
- 印旛車両基地
- 北総鉄道技術部車両課

## 交通

### 道路
- 国道
  - 国道464号